# وأمك أيضا
وأمك أيضا (بالإسبانية: Y tu mamá también) هو فيلم طريق مكسيكي من إخراج ألفونسو كوارون وبطولة دييغو لونا، غايل غارسيا برنال وماريبل بيردو.صدر الفيلم في 8 يونيو 2001.

## روابط خارجية
- وأمك أيضا على موقع IMDb (الإنجليزية)
- وأمك أيضا على موقع ميتاكريتيك (الإنجليزية)
- وأمك أيضا على موقع الموسوعة البريطانية (الإنجليزية)
- وأمك أيضا على موقع روتن توميتوز (الإنجليزية)
- وأمك أيضا على موقع نتفليكس (الإنجليزية)
- وأمك أيضا على موقع ألو سيني (الفرنسية)
- وأمك أيضا على موقع Turner Classic Movies (الإنجليزية)
- وأمك أيضا على موقع أول موفي (الإنجليزية)
- وأمك أيضا على موقع بوكس أوفيس موجو (الإنجليزية)
- وأمك أيضا على موقع فيلمافينيتي (الإسبانية)